# Helen Simpson (scrittrice britannica)
Helen Simpson (Bristol, 1959) è una scrittrice britannica.

## Biografia
Nata nel 1959 a Bristol e cresciuta a Londra, ha studiato letteratura inglese all'Università di Oxford prima di lavorare 5 anni nella redazione di Vogue.
Ha esordito nel 1990 con la raccolta di racconti Quattro gambe nude in un letto ottenendo l'anno successivo il Somerset Maugham Award.
Selezionata nel 1993 come una delle migliori 20 scrittrici sotto i 40 anni dalla rivista Granta, ha in seguito pubblicato altre 8 collezioni di short stories, una novella e un saggio sul tè ottenendo nel 2001 l'Hawthornden Prize per Hey Yeah Right Get a Life.

## Opere

### Raccolte di racconti
- Quattro gambe nude in un letto (Four Bare Legs in a Bed, 1990), Venezia, Marsilio, 1995 traduzione di Maria Clara Pasetti ISBN 88-317-6266-4.
- Unguarded Hours con Ruth Rendell (1990)
- Caro George (Dear George, 1995), Venezia, Marsilio, 1997 traduzione di Maria Clara Pasetti ISBN 88-317-6728-3.
- Hey Yeah Right Get a Life (2000)
- Constitutional (2005)
- In the Driver's Seat (2007)
- In-flight Entertainment (2010)
- A Bunch of Fives (2012)
- Cockfosters (2015)

### Novelle
- Motherhood (2017)

### Saggi
- Un tè al Ritz: l'arte e il piacere del tè (The London Ritz Book of Afternoon Tea, 2006), Milano, Guido Tommasi, 2007 traduzione di Prisca Destro ISBN 978-88-95092-27-0.

### Antologie
- Ox-Tales: Air (2009)
- I'm with the Bears (2011)

## Premi e riconoscimenti
- Sunday Times Young Writer of the Year Award: 1991 vincitrice con Quattro gambe nude in un letto
- Somerset Maugham Award: 1991 vincitrice con Quattro gambe nude in un letto
- Hawthornden Prize: 2001 vincitrice con Hey Yeah Right Get a Life
- E. M. Forster Award: 2002